# Shumona Sinha

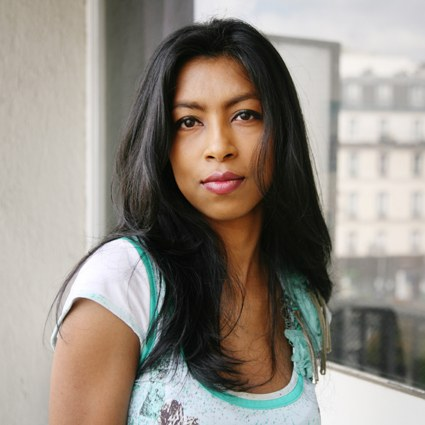

Shumona Sinha, otra ortografía Sumana Sinha; (en bengalí:  সুমনা সিনহা '; Calcuta, 1973) escritora india afincada en Francia.
Tiene un Master of Philosophy de la Sorbona y ha colaborado en varias antologías de poesía bengalí. Fue casada con el escritor Lionel Ray.

## Obra
- Fenêtre sur l'abîme, novela, Éditions de La Difference 2008.
- Assommons les pauvres!, novela, Éditions de l'Olivier 2011.
- Calcutta, novela, Éditions de l'Olivier 2014.